# Santa Juana
Santa Juana este un oraș și comună din provincia Concepción, regiunea Bío Bío, Chile, cu o populație de 13.228 de locuitori (2012) și o suprafață de 731,2 km2.